# Асаново (Комсомольский район)
Аса́ново (чув. Асанкасси) — деревня в Комсомольском муниципальном округе Чувашской Республики России.

## История
Асаново Цивильского уезда Казанской губернии относилось к приходу Хормалинской Богородицкой церкви.
Деревня Асаново впервые была упомянута в летописи в 1607—1608 годах. Основал д. Асаново солдат царской армии Асан Сулейманов, получивший землю за службу царю.
Среди жителей села сохранилось несколько иное предание об Асане. Считалось, что Асан был беглым солдатом, скитающимся в здешних лесах. Однажды Асан столкнулся с подозрительным человеком, которого он воспринял как сыщика. Завязалась смертельная схватка, Асан победил. Потом выяснилось, что «сыщик» был таким же беглецом как и сам Асан. Это был Савкан. Асан похоронил его на том же месте, где произошла смертельная схватка. Это место до сих пор носит название «Савкан». У Асана было три сына: Шаптах, Ураслах, Тимерлут. Каждому он раздал отдельные участки земли, которые носят поныне название имен его сыновей.
Согласно архивным документам деревня Асаново входила в Хормалинскую волость Цивильского уезда Казанской губернии. С 1922 года — в Батыревский уезд в Чувашии, с 1927 года — в Ибресинский район Чувашской АССР. С 22 февраля 1939 года включена в состав Комсомольского района. С 20 декабря 1962 года вошла в состав Канашского района ЧАССР. С образованием в 1965 году Комсомольского района д. Асаново вошла в его состав.
В 1930 году на территории поселения был образован колхоз «Двигатель революции». В 1938 году на территории поселения была организована лесопромышленная артель, которой было присвоено имя Полины Осипенко. В 1944 году деревня разделилась на два колхоза: «Двигатель революции» и «к-з им. Ульянова». В конце сороковых годов два колхоза слились в один — «к-з им. Ульянова». Деревня с 1975 по 1986 год входила в состав объединенного колхоза «Восток». В 1997 году на территории поселения образован СХПК «Асаново».
В годы Великой Отечественной войны на фронтах Родины сражались более трехсот выходцев деревни Асаново. С войны деревня не дождалась 222 своих сыновей. Указом Президиума Верховного Совета СССР от 27 февраля 1945 года уроженцу д. Асаново Чернову Фёдору Николаевичу за безупречное выполнение боевой задачи было присвоено звание Героя Советского Союза.

## Органы власти

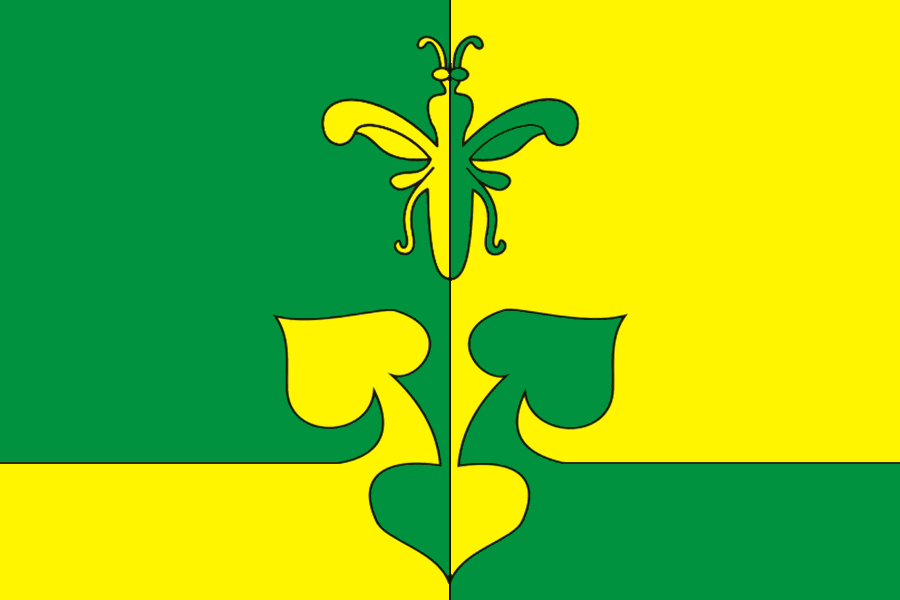
Флаг сельского поселения

В рамках организации местного самоуправления с 2004 по 2022 гг. в границах деревни существовало муниципальное образование Асановское сельское поселение. Упразднено законом от 29 марта 2022 года в рамках преобразования муниципального района со всеми входившими в его состав поселениями путём их объединения в муниципальный округ.

## Инфраструктура
На территории поселения функционируют средняя общеобразовательная школа, сельский Дом культуры, сельская библиотека, 4 магазина, 1 кафе, фельдшерско-акушерский пункт, ветлечебница, спортивный зал.
На территории поселения имеются такие достопримечательные места, как «родник Асана», который в 2017 году был доблагоустроен и рядом с ним была построена православная купель, Курган — место древних захоронений, 19 озёр и прудов, памятник павшим воинам в Великой Отечественной войне, сады и парки.
В 2022 году был достроен храм для местных православных.

## Улицы
- ул. К.Маркса
- ул. Калинина
- ул. Кирова
- ул. Кооперативная
- ул. Ленина
- ул. Озерная
- ул. Октябрьская
- ул. Пушкина
- ул. Советская
- ул. Чапаева
- ул. Чернова

## Географическое положение
Деревня расположена в юго-восточной части Чувашской Республики. Расстояние до г. Чебоксары: — 91 км.
Ближайшие населенные пункты:
- с. Корезино — 4 км
- д. Хом-Яндобы — 4 км
- д. Айбечи — 4 км
- д. Сюрбей-Токаево — 5 км
- д. Напольное Сюрбеево — 5 км
- д. Вудоялы -~ 6 км

## Герой
- Чернов, Фёдор Николаевич — Герой Советского Союза